# Марк Клавдій Гліція
Марк Кла́вдій Гліці́я (лат. Marcus Claudius Glicia чи Glycias; ІІІ століття до н. е.) — діяч часів Римської республіки, диктатор 249 року до н. е.

## Біографія
Був сином вільновідпущеника консула 249 року до н. е. Публія Клавдія Пульхра, тому мав в своєму імені назву номена — «Клавдій». Виконував обов'язки особистого посильного консула.
249 року до н. е. Публія Клавдія Пульхра, який бездарно програв битву карфагенянам, римський сенат відкликав до Риму і змусив призначити диктатора для ведення війни (лат. Rei gerundae causa). Через свою зневагу до сенату та пиху консул призначив Марка Клавдія диктатором. Той, в свою чергу призначив своїм заступником — начальником кінноти Луція Цецилія Метелла. Розлючений сенат скасував призначення диктатором Марка Клавдія Гліцію, обравши замість нього Авла Атілія Калатіна і залишивши Луція Цецилія Метелла начальником кінноти. Ганебне скасування призначення диктатором не стало на заваді Гліції з'явитися на іграх одягненому в претексту — пурпурову тогу, символ диктаторської влади, що ще більше збурило проти нього містян.
Ймовірно Марк Клавдій був легатом у консула Гая Ліцинія Вара в 236 році до н. е. Його було звинувачено у несанкційовано укладеному договорі з плем'ям з північної Сардинії — корсами, через що покарано вигнанням до Корсики. Через певний час він повернувся до Риму, але був ув'язнений, і за різними свідченнями, його або знову відправили у вигнання, або стратили. Хоча є також припущення, що його сплутали з іншими людьми.